# Liste der Monuments historiques in Bauzemont
Die Liste der Monuments historiques in Bauzemont führt die Monuments historiques in der französischen Gemeinde Bauzemont auf.

## Liste der Objekte
| Bezeichnung                | Beschreibung                                                              | Standort                       | Kennzeichnung | Schutzstatus | Datum | Bild |
| -------------------------- | ------------------------------------------------------------------------- | ------------------------------ | ------------- | ------------ | ----- | ---- |
| Skulptur Hoffnung          | Stein, farbig gefasst, um 1615, Jean Richier zugeschrieben                | in der Kirche St-Martin (Lage) | PM54000042    | Classé       | 1966  |      |
| Skulptur Heiliger Antonius | Stein, um 1400                                                            | in der Kirche St-Martin (Lage) | PM54000044    | Classé       | 1975  |      |
| Skulptur Glauben           | Stein, farbig gefasst, um 1615, Jean Richier zugeschrieben                | in der Kirche St-Martin (Lage) | PM54000041    | Classé       | 1966  |      |
| Pietà                      | Stein, ehemals farbig gefasst, um 1540, aus dem Umfeld von Ligier Richier | in der Kirche St-Martin (Lage) | PM54000043    | Classé       | 1966  |      |